# Baumberger (Adelsgeschlecht)
Die Freiherren von Baumberger (auch Baumburg) sind ein Adelsgeschlecht, welches seinen Besitzschwerpunkt in der Schweiz, Rheinland-Pfalz und Preußen hatte. Aus Akten des Geheimen Staatsarchivs Preußischer Kulturbesitz in Berlin geht hervor, dass Abkömmlinge dieses Adelsgeschlechts ("de Baumberger") aus der Schweiz als Refugiés im 13. Jahrhundert ins Rheinland zugewandert sind. Wegen der Ausbreitung des Hochadels in der Schweiz sowie den Auseinandersetzungen zwischen Kaiser und Papst flohen viele lokale Adelsgeschlechter im 13. Jahrhundert aus der Schweiz in angrenzende Länder des Heiligen Römischen Reichs. Dieses gräfliche und freiherrliche Geschlecht verstärkte seinen Einfluss durch Eheschließungen mit den Habsburger Reichsfrei- und Edelherren von Coreth zu Coredo und Rumo, welches ein sehr altes (im 12. Jahrhundert), aus Italien nach Coredo in Tirol gekommenes Adelsgeschlecht ist.

## Geschichte
Einer der Abkömmlinge dieses Adelsgeschlechts war der hochedle Herr Caspar von Baumberger († 1651), welcher mit der hochedlen Anna geb. Hundt von Saulheim vermählt war. Er war kaiserlicher Oberst und Kommandant zu Philippsburg, Herr von Rauenberg, Herr in Lahr, Bischweiler sowie Hanhofen. Am Ende seiner Philippsburger Laufbahn hatte er sich zum wohlhabendsten Mann im Hochstift Speyer emporgeschwungen. Letzteres war ein Territorium im Heiligen Römischen Reich und umfasste Gebiete in den heutigen deutschen Bundesländern Rheinland-Pfalz und Baden-Württemberg sowie Gebiete im französischen Unterelsass.

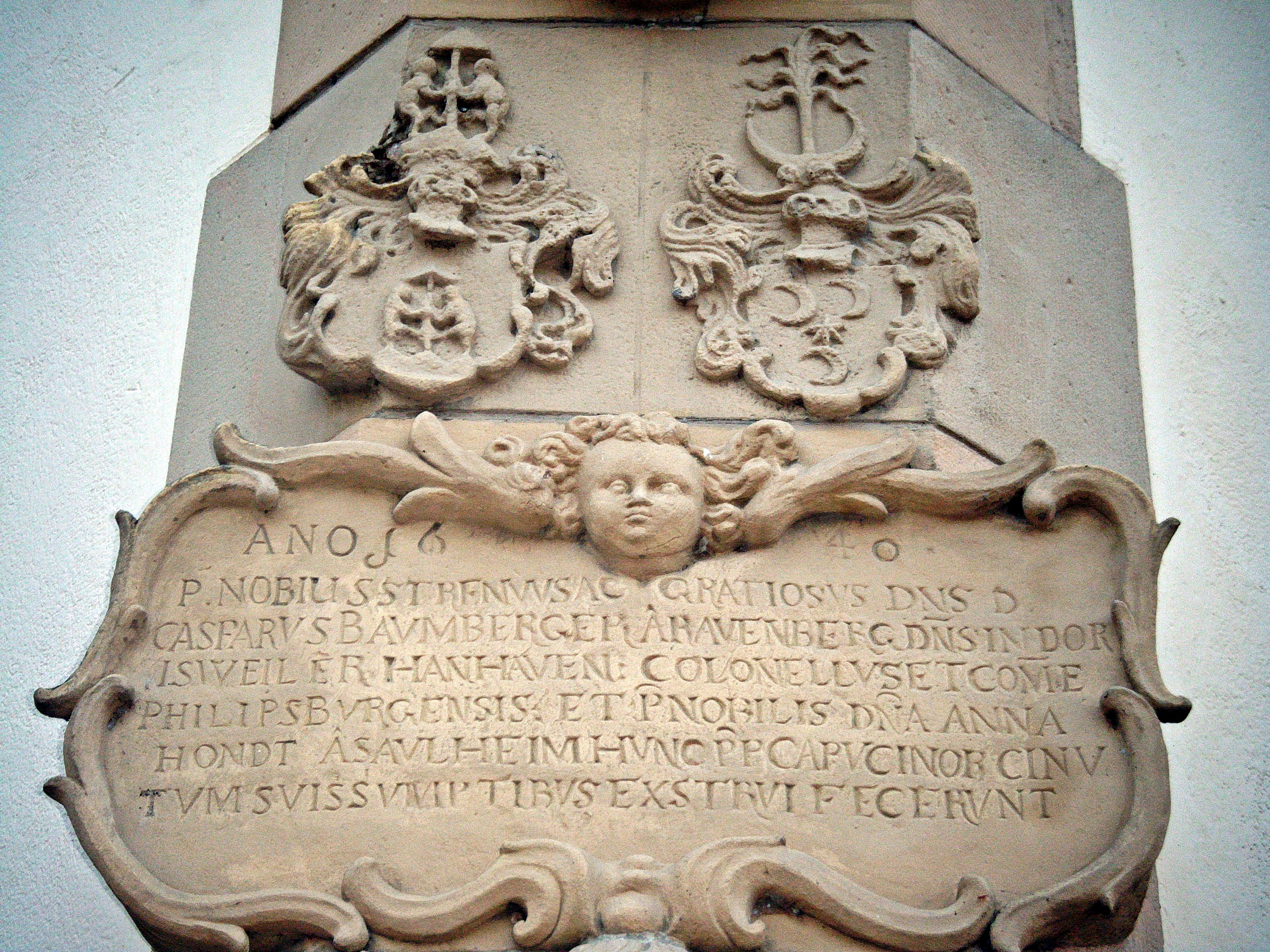
Waghäusel Gedenkstein 1640

Er ließ im Jahre 1640 das Kapuzinerkonvent Waghäusel mit der Wallfahrtskirche St. Maria auf seine Kosten erbauen. An der nordöstlichen Chorecke der Wallfahrtskirche befindet sich eine entsprechende Inschrift mit dem Wappen der Erbauer, darunter auch das der Hundt von Saulheim. Die Inschrift lautet: „ANO 1640 / P. NOBILIS STRENUUS AC GRATIOSUS DNS D / CASPARIUS BAUMBERGER A RAUENBERG DNS IN LOR / (B)ISWEILER HANHAVEN COLONELLUS ET COMEND / PHILIPSBURGENSIS ET P NOBILIS DANN ANNA / HONDT A SAULHEIM HUNC PP CAPUCINOR` CONVEN / TUM SUIS SUMPTIBUS EXSTRUI FECERUNT“.
Die eigentliche Gründung des Klosters erfolgte in Zusammenhang mit dem Ausbau des Konventes durch den Bauherrn und Stifter Caspar Baumberger. Dieser war bereits 1615 als Capitainleutnant zu Philippsburg in bischöflich speyerischen Diensten; als Hauptmann und Wachtmeister verteidigte er 1634 die neue Festung gegen die Schweden, bevor er Oberst und Kommandant zu Philippsburg wurde. Auch im weiteren Verlauf des Dreißigjährigen Krieges zeichnete sich Baumberger aus und erhielt Güter in Kirrlach, Malsch, Rauenberg, Lahr, Bischweiler und Hanhofen; die vier letzteren Ortschaften sind in der vorliegenden Inschrift aufgeführt.
Caspar Baumberger war ein geschickter deutscher Offizier. Er schlug König Ferdinand von Ungarn vor, die Franzosen, die Philippsburg besetzten, im Januar 1635 während des Dreißigjährigen Kriegs auf folgende Art zu überfallen: Er berichtete dem König, dass nur 500 bis 600 Mann zur Besatzung darinnen lägen, die ihre Wachten sehr nachlässig versähen und wenig Pulver hätten. Die Palisaden wären in schlechtem Zustand und man dachte nicht einmal an ihre Ausbesserung. Es würde nicht fleißig aufgeheizt und die aufgeheizten Räume frören wegen der strengen Kälte auch bald wiederum zu; dass endlich viele Leute, eine starke Artillerie, viel Geschütze, Vorrat und 200.000 Taler an Geld darinnen wären und erbeuten werden könnten. Sein Antrag wurde angenommen. Caspar Baumberger suchte einige beherzte Soldaten aus, die er als Fuhrleute verkleidete und nach Philippsburg schickte, als ob sie Wein oder andere Lebensmittel zum Verkaufe brächten. In der Nacht des 24. Januars näherte er sich Philippsburg mit einem ausgesuchten Korps Truppen und kam bis an den Fuß einiger Stationen. Die verkleideten Soldaten überfielen die Hauptwacht, töteten sie, und beförderten die Erkletterung der Philippsburg. Der Gouverneur wurde mit seiner Besatzung zu Kriegsgefangenen gemacht, und nach Heilbronn abgeführt.
Am 8. Oktober 1757 wurde Johann Franz Bourguignon von Baumberg in Wien in den Ritterstand erhoben. Am 30. September 1775 wurde er Freiherr und Hofrat bei der obersten Justizstelle.
Am 20. Oktober des Jahres 1789 erhob König Friedrich Wilhelm II. einen Familienzweig der Baumberger in den Ritter- und Freiherrenstand. Sie besaßen u. a. das Schloss Siethen und alle dazugehörigen Güter im Kreis Teltow der Provinz Brandenburg, welches sich ursprünglich im Besitze der Familie von Schlabrendorf befand und im Jahre 1817 an den Prinzen von Hohenlohe veräußert wurde.
Einer der Abkömmlinge dieser Linie, Severin Traugott von Baumberger (* 6. Februar 1890 in Rorschach, Schweiz; † 17. März 1925 in Rorschach, Schweiz), welcher mit der Freiherrin Anna von Coreth zu Coredo und Rumo (* 2. Juli 1890 in Kempten, Allgäu; † 20. April 1967 in Hohenems, Vorarlberg) seit dem 28. Juni 1917 vermählt war, im Vorarlberg bzw. in Rorschach sowie in Zürich niedergelassen. Er arbeitet als Prokurist bei der Firma Carl Stürm & Co in Rorschach.
Eine der Persönlichkeiten war Georg Baumberger (1855–1931), Schweizer Journalist, Buchautor und Politiker. Zum Andenken an Georg Baumberger, als Förderer der Bergbevölkerung, wurde im Jahre 1932 das imposante Baumberger Denkmal auf dem Piz Calmot beim Oberalppass auf 2309 Meter Höhe errichtet. Derselbe Georg war auch der Wiederentdecker und Förderer von Rotkreuzgründer, Henry Dunant, welcher 1887 völlig verarmt und von der Welt vergessen in Heiden eintraf.

## Wappen

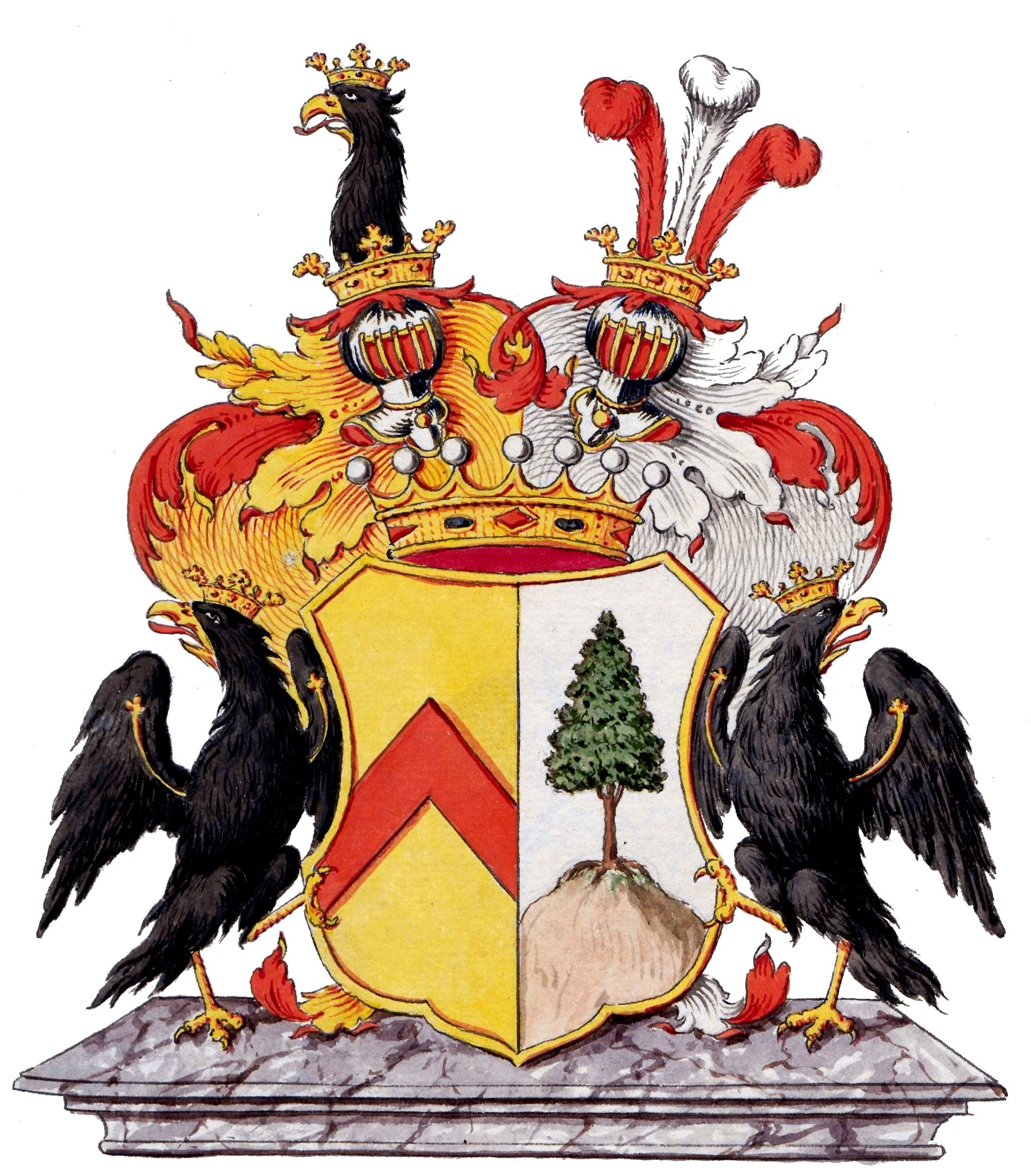
Wappen der Freiherren von Baumberger

Zum Wappen erhielt die Familie ein von oben nach unten geteiltes Schild. Im linken goldenen Feld liegt ein roter Querbalken, im rechten silbernen Feld steht auf einem goldenen sandigen Hügel ein großer grüner Baum, an welchem unten sechs Wurzeln zu sehen sind. Auf der siebenperligen Freiherrnkrone stehen zwei gekrönte Helme, auf der linken zeigt sich der eines golden gekrönten und bewehrten, schwarzen Adlers mit roter Zunge und goldenem Schnabel, rechts sieht man aus dem Helme drei Straußenfedern, rot, silbern, rot, hervorragen. Die Decken des linken Helmes sind rot und golden, die des rechten rot und silbern, und den Schild halten zwei auf einem Marmorpostament stehende, auswärts sehende, golden gekrönte und bewehrte, schwarze Adler als Schildhalter, deren Flügel mit goldenen Kleestengeln belegt sind.
Zudem existiert ein fast identisches Wappen wie jenes der Freiherren von Baumberger, bei welchem jedoch der grüne Baum auf dem goldenen sandigen Hügel mit drei übereinander stehenden, dickbelaubten Kronen bestückt ist.
Das Wappen der Familie von Caspar von Baumberger beinhaltet einen Baum, von zwei Bären gehalten, analog dem linken Wappen oben im Waghäusel Gedenkstein.

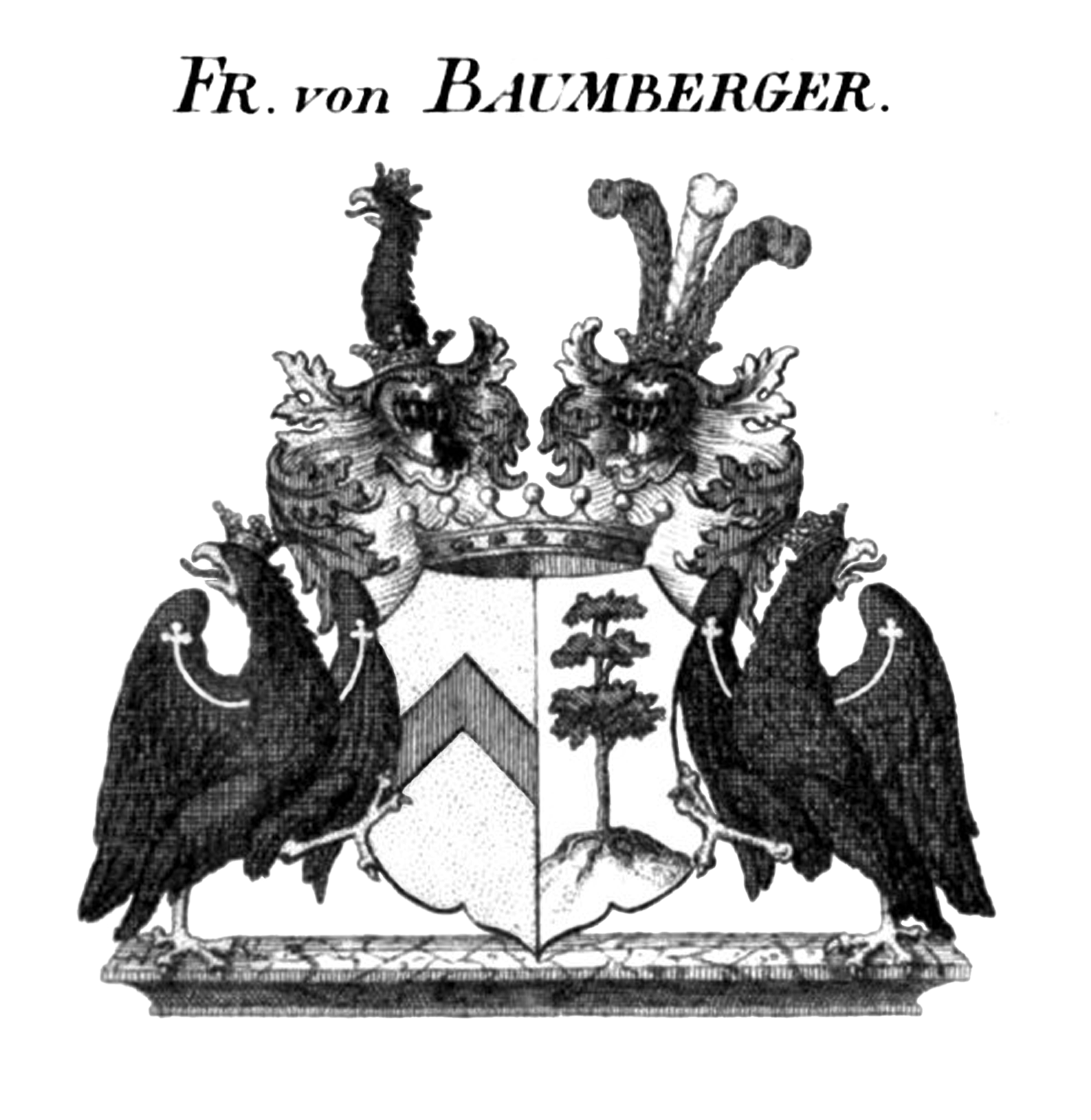
Wappen der Freiherren von Baumberger

## Persönlichkeiten
- Georg Swiechin von Baumberg († 1513 in Chrudim)
- Joannes Philippus von Baumberger († 1609), Bischof[12] in Mittelfranken.
- Caspar von Baumberger, († 1651) Hochedler Herr, kaiserlicher Oberst und Kommandant zu Philippsburg, Herr von Rauenberg, Herr in Lahr, Bischweiler, Hanhofen, Kirrlach, Lahr sowie Malsch. Er war vermählt mit der hochedlen Anna geb. Hundt von Saulheim († 1660),
- Gabriele von Baumberg, (1766–1839) war eine österreichische Schriftstellerin und Dichterin
- Anton Bourguignon von Baumberg (* 8. Juni 1808 in Heřmanův Městec / Okres Chrudim (Kaisertum Österreich); † 28. Mai 1879 in Pula, Österreich-Ungarn) war ein österreichisch-ungarischer Admiral und vermählt mit Johanna Freun Bourguignon v. Baumberg (* 17. Oktober 1825; † 21. März 1887). Von 1864 bis 1879 war er Hafen- und Festungskommandant von Pula. Er schuf die Grundlage der neuen Seetaktik für Schraubenschiffe und hatte direkten Anteil am Seesieg bei Lissa (Vis, Kroatien, 20. Juli 1866) wo die italienische Flotte während des italienischen Unabhängigkeitskriegs besiegt wurde. Kaiser Franz Joseph I. von Osterreich beförderte ihn 1875 vom höchsten österreichischen Admiral. Er wurde auf dem Marinefriedhof in Pula beigesetzt. Fort Monsival, ein Fort in Pula, wurde 1869 zu seinen Ehren in Fort Bourguignon umbenannt.
- Johann Franz Bourguignon von Baumberg, k.k. Directoral-Hofrath und Geh. Referendar, wurde, in Anerkennung seiner Verdienste als Professor des Natur- und Völkerrechts, dann des deutschen und Lebensrechts zu Prag und als Direktor des juridischen Studiums zu Wien, von der Kaiserin Maria Theresia 1757 mit dem Prädikat „von Baumberg“ in den österreichischen Ritterstand erhoben. Ferner erhielt derselbe als k.k. Hofrath der Obersten Justizstelle und Ritter des k. ungar. St. Stephans-Ordens, wegen seiner Gelehrsamkeit, von derselben Kaiserin, unter gleichzeitiger Verleihung einer Wappenverbesserung und des Titels „Wohlgeboren“, laut Diplom vom 30. September 1775 den österreichischen Freiherrenstand.[13]
- Georg Baumberger (1855–1931), Schweizer Journalist, Schriftsteller und Politiker, Baumberger-Denkmal auf dem Calmot beim Oberalppass. 1887 traf Rotkreuzgründer Henry Dunant verarmt und von der Welt vergessen in Heiden ein. Seine Wiederentdeckung ist dem St. Galler Journalisten und Buchautor Georg Baumberger zu verdanken. Seine Freizeit verbrachte er im Alpstein, wo der Hohe Kasten zu den Lieblingszielen gehörte.
- Gody Baumberger (1918–2009), Schweizer Sportreporter
- Hans Ulrich Baumberger (1932–2022), Unternehmer und Schweizer Wirtschaftspolitiker, ref., von Oberwangen (heute Fischingen). Sohn des Oberrichters Ulrich, Bäcker- und Konditormeisters. Elisabeth Zobrist, Tochter des Werner Gottfried, Direktors der Appenzeller Bahn. Primar- und Sekundarschule in Herisau, Kantonsschule St. Gallen (Handelsmatura). Dann folgte das Studium der Betriebswirtschaft an der Hochschule St. Gallen (HSG, heute Universität St. Gallen). Von 1955 bis 1963 war er Mitarbeiter am Institut für Betriebswirtschaft der HSG, wo er 1961 promovierte. In der Schweizer Wirtschaft war Baumberger in mehreren Industrie- und Dienstleistungsunternehmen als Verwaltungsrat oder als dessen Präsident tätig. Die ersten Verwaltungsratsmandate übte er ab 1980 bei den Firmen Hasler Bern (später Ascom Holding AG) in Bern und der SIG Holding AG in Neuhausen am Rheinfall (Präsident von 1996 bis 1998) aus. Es folgten entsprechende Aufgaben bei der Swissair in Kloten (von 1986 bis 1994), bei der Bank Vontobel in Zürich (ab 1990) und bei den Helvetia Versicherungen in St. Gallen (Präsident von 1996 bis 2001).
- Otto Baumberger (1889–1961), Schweizer Graphiker und Bühnenbildner
- Peter Baumberger (1942–2019), Schweizer Politiker
- Robert Baumberger (1895–1986), Schweizer Maler und Grafiker
- Winfried Baumberger (1938–2023), deutscher Industriedesigner und Hochschullehrer